# Due anni di vacanza
Due anni di vacanza (十五少年漂流記?, Jugo Shounen Hyouryuuki) è uno special televisivo anime prodotto nel 1982 dalla Toei Animation per la regia di Masayuki Akihi ed ispirato al romanzo Due anni di vacanze dello scrittore francese Jules Verne, pubblicato nel 1888. Fu trasmesso in Giappone il 22 agosto 1982 su Fuji TV. In Italia fu importato dalla ITB (che lo pubblicò anche in VHS) e trasmesso nel 1984 su reti locali.

## Trama
Quindici giovani studenti si preparano a passare una vacanza di alcune settimane, ma la loro imbarcazione, ormeggiata a Auckland (Nuova Zelanda) perde misteriosamente gli ormeggi e prende il largo per essere poi investita da una tempesta e rimane in balia dell'oceano senza nessuno a bordo in grado di governarla. Dopo alcuni giorni di navigazione alla deriva, l'imbarcazione approda in un'isola apparentemente deserta in mezzo all'Oceano Pacifico, dove i ragazzi rimarranno per oltre 20 mesi e dovranno organizzarsi per sopravvivere.
I ragazzi tentano di riorganizzarsi e di migliorare la propria vita sull'isola, ma le rivalità tra loro, fomentate principalmente dalle diverse nazionalità, si fanno sentire sempre di più, causando la divisione dei ragazzi in due bande contrapposte, che in seguito saranno costrette a riunirsi e a ritrovare la propria coesione per affrontare un'improvvisa minaccia esterna.

## Colonna sonora
- Me Love Island (ラブ ミー アイランド?) di Yoshiko Hidaka e Kōrogi '73